# Celtnieks-Stadion
Das Celtnieks-Stadion ist ein Fußballstadion in der lettischen Stadt Daugavpils.

## Geschichte
Das Stadion wurde 1930 nahe dem Stadtzentrum von Daugavpils gebaut und ab 1990 vom FC Dinaburg als Austragungsort seiner Heimspiele – vor allem nach der Unabhängigkeit Lettlands von der Sowjetunion – in der Virslīga genutzt, der höchsten lettischen Spielklasse. Später wich der Klub in das als reines Fußballstadion konzipierte Daugava-Stadion aus, für bedeutendere Partien nutzte der Klub das im Stadtzentrum gelegene Celtnieks-Stadion jedoch weiterhin. 
2009 gründete sich der BFC Daugavpils, der das Stadion fortan als seine Heimstätte in der zweitklassigen 1. līga sowie während seiner Spielzeiten in der Virslīga nutzte. Zudem wechselte der Lokalrivale FC Lokomotiv Daugavpils, der zuvor das mittlerweile zum Speedway umfunktionierte Lokomotive-Stadion als Heimstätte genutzt hatte, nach dem Aufstieg in 1. līga in das Stadion. 